# Ullensaker/Kisa Idrettslag 2018
Questa voce raccoglie le informazioni riguardanti l''Ullensaker/Kisa Idrettslag nelle competizioni ufficiali della stagione 2018.

## Stagione
A seguito del 6º posto arrivato nel campionato 2017, nella stagione 2018 l'Ullensaker/Kisa avrebbe partecipato alla 1. divisjon ed al Norgesmesterskapet. Il 20 dicembre 2017 sono stati compilati i calendari per la 1. divisjon: alla 1ª giornata, l'Ullensaker/Kisa avrebbe ospitato l'HamKam, allo Jessheim Stadion.

## Rosa
| N. |                     | Ruolo | Calciatore          |
| -- | ------------------- | ----- | ------------------- |
| 1  | Norvegia (bandiera) | P     | Alexander Vangen    |
| 3  | Norvegia (bandiera) | C     | Herman Henriksen    |
| 4  | Somalia (bandiera)  | D     | Ciise Abshir        |
| 5  | Norvegia (bandiera) | D     | Nikolas Walstad     |
| 6  | Norvegia (bandiera) | C     | Eric Kitolano       |
| 7  | Norvegia (bandiera) | D     | Jan Tore Amundsen   |
| 8  | Norvegia (bandiera) | C     | Truls Jørstad       |
| 9  | Norvegia (bandiera) | A     | Ole Kristian Langås |
| 10 | Norvegia (bandiera) | A     | Martin Trøen        |
| 10 | Norvegia (bandiera) | C     | Niklas Sandberg     |
| 11 | Norvegia (bandiera) | C     | Christian Aas       |
| 14 | Norvegia (bandiera) | A     | Ole Andreas Nesset  |
| 15 | Svezia (bandiera)   | C     | William Kurtović    |

| N. |                     | Ruolo | Calciatore                |
| -- | ------------------- | ----- | ------------------------- |
| 17 | Norvegia (bandiera) | D     | Karsten Rognerud          |
| 18 | Norvegia (bandiera) | C     | Henrik Kristiansen        |
| 19 | Norvegia (bandiera) | C     | Kristoffer Normann Hansen |
| 20 | Norvegia (bandiera) | D     | Morten Sundli             |
| 21 | Francia (bandiera)  | D     | Emmanuel Troudart         |
| 22 | Norvegia (bandiera) | A     | Nicolay Solberg           |
| 23 | Norvegia (bandiera) | D     | Mats André Kaland         |
| 25 | Norvegia (bandiera) | C     | Martin Torp               |
| 26 | Norvegia (bandiera) | D     | Espen Garnås              |
| 31 | Norvegia (bandiera) | P     | Stefan Hagerup            |
| 37 | Norvegia (bandiera) | A     | Andreas Aalbu             |
| –– | Norvegia (bandiera) | C     | Sebastian Remme Berge     |
| –– | Norvegia (bandiera) | A     | Lars-Jørgen Salvesen      |

## Calciomercato

### Sessione invernale(dal 12/01 al 04/04)
| Arrivi           | Arrivi                    | Arrivi       | Arrivi        |
| R.               | Nome                      | da           | Modalità      |
| ---------------- | ------------------------- | ------------ | ------------- |
| D                | Morten Sundli             |              | svincolato    |
| C                | Eric Kitolano             |              | svincolato    |
| C                | Henrik Kristiansen        | Lillestrøm   | definitivo    |
| C                | William Kurtović          | Sandefjord   | prestito      |
| C                | Kristoffer Normann Hansen | Sarpsborg 08 | definitivo    |
| Altre operazioni |                           |              |               |
| R.               | Nome                      | da           | Modalità      |
| P                | Fredrik Johansen Mundal   | KFUM Oslo    | fine prestito |

| Partenze | Partenze                  | Partenze  | Partenze      |
| R.       | Nome                      | a         | Modalità      |
| -------- | ------------------------- | --------- | ------------- |
| P        | Fredrik Johansen Mundal   | Skedsmo   | prestito      |
| C        | Kristoffer Ødemarksbakken |           | svincolato    |
| C        | Magnus Retsius Grødem     | Vålerenga | fine prestito |
| C        | Niklas Sandberg           | Start     | definitivo    |

### Sessione estiva(dal 19/07 al 15/08)
| Arrivi | Arrivi                | Arrivi   | Arrivi     |
| R.     | Nome                  | da       | Modalità   |
| ------ | --------------------- | -------- | ---------- |
| C      | Sebastian Remme Berge | Ullern   | definitivo |
| A      | Lars-Jørgen Salvesen  | Start    | definitivo |
| A      | Martin Trøen          | Strømmen | definitivo |

| Partenze | Partenze         | Partenze    | Partenze      |
| R.       | Nome             | a           | Modalità      |
| -------- | ---------------- | ----------- | ------------- |
| C        | Andreas Aalbu    | Fredrikstad | definitivo    |
| C        | William Kurtović | Sandefjord  | fine prestito |

## Risultati

### 1. divisjon

#### Girone di andata
| Arbitro: | Aslam |

|             |           |                    |
| Solberg 66’ | Marcatori | 60’ Lønstad Onsrud |

| Arbitro: | Hagen (Grue) |

|            |           |               |
| Khalili 2’ | Marcatori | 78’ Henriksen |

## Statistiche

### Statistiche di squadra
| Competizione       | Punti | In casa | In casa | In casa | In casa | In casa | In casa | In trasferta | In trasferta | In trasferta | In trasferta | In trasferta | In trasferta | Totale | Totale | Totale | Totale | Totale | Totale | DR |
| Competizione       | Punti | G       | V       | N       | P       | Gf      | Gs      | G            | V            | N            | P            | Gf           | Gs           | G      | V      | N      | P      | Gf     | Gs     | DR |
| ------------------ | ----- | ------- | ------- | ------- | ------- | ------- | ------- | ------------ | ------------ | ------------ | ------------ | ------------ | ------------ | ------ | ------ | ------ | ------ | ------ | ------ | -- |
| 1. divisjon        | 0     | 0       | 0       | 0       | 0       | 0       | 0       | 0            | 0            | 0            | 0            | 0            | 0            | 0      | 0      | 0      | 0      | 0      | 0      | 0  |
| Norgesmesterskapet | -     | 0       | 0       | 0       | 0       | 0       | 0       | 0            | 0            | 0            | 0            | 0            | 0            | 0      | 0      | 0      | 0      | 0      | 0      | 0  |
| Totale             | -     | 0       | 0       | 0       | 0       | 0       | 0       | 0            | 0            | 0            | 0            | 0            | 0            | 0      | 0      | 0      | 0      | 0      | 0      | 0  |

### Andamento in campionato
| Giornata  | 1 | 2 | 3 | 4 | 5 | 6 | 7 | 8 | 9 | 10 | 11 | 12 | 13 | 14 | 15 | 16 | 17 | 18 | 19 | 20 | 21 | 22 | 23 | 24 | 25 | 26 | 27 | 28 | 29 | 30 |
| --------- | - | - | - | - | - | - | - | - | - | -- | -- | -- | -- | -- | -- | -- | -- | -- | -- | -- | -- | -- | -- | -- | -- | -- | -- | -- | -- | -- |
| Luogo     | C | T | C | T | C | T | C | T | C | T  | C  | T  | T  | C  | T  | C  | T  | C  | T  | C  | T  | C  | T  | C  | T  | C  | C  | T  | C  | T  |
| Risultato | N | N |   |   |   |   |   |   |   |    |    |    |    |    |    |    |    |    |    |    |    |    |    |    |    |    |    |    |    |    |
| Posizione |   |   |   |   |   |   |   |   |   |    |    |    |    |    |    |    |    |    |    |    |    |    |    |    |    |    |    |    |    |    |

Fonte:  OBOS-ligaen 2018, su altomfotball.no, Altomfotball. URL consultato l'8 gennaio 2018 (archiviato dall'url originale il 12 gennaio 2018).
Legenda:

Luogo: C = Casa; T = Trasferta. Risultato: V = Vittoria; N = Pareggio; P = Sconfitta.

### Statistiche dei giocatori
| Giocatore         | 1. divisjon | 1. divisjon | 1. divisjon | 1. divisjon | Norgesmesterskapet | Norgesmesterskapet | Norgesmesterskapet | Norgesmesterskapet | Coppe europee | Coppe europee | Coppe europee | Coppe europee | Altre coppe | Altre coppe | Altre coppe | Altre coppe | Totale   | Totale | Totale      | Totale     |
| Giocatore         | Presenze    | Reti        | Ammonizioni | Espulsioni  | Presenze           | Reti               | Ammonizioni        | Espulsioni         | Presenze      | Reti          | Ammonizioni   | Espulsioni    | Presenze    | Reti        | Ammonizioni | Espulsioni  | Presenze | Reti   | Ammonizioni | Espulsioni |
| ----------------- | ----------- | ----------- | ----------- | ----------- | ------------------ | ------------------ | ------------------ | ------------------ | ------------- | ------------- | ------------- | ------------- | ----------- | ----------- | ----------- | ----------- | -------- | ------ | ----------- | ---------- |
| A. Aalbu          | 0           | 0           | 0           | 0           | 0                  | 0                  | 0                  | 0                  |               |               |               |               |             |             |             |             | 0        | 0      | 0           | 0          |
| C. Aas            | 0           | 0           | 0           | 0           | 0                  | 0                  | 0                  | 0                  |               |               |               |               |             |             |             |             | 0        | 0      | 0           | 0          |
| C. Abshir         | 0           | 0           | 0           | 0           | 0                  | 0                  | 0                  | 0                  |               |               |               |               |             |             |             |             | 0        | 0      | 0           | 0          |
| J. Amundsen       | 0           | 0           | 0           | 0           | 0                  | 0                  | 0                  | 0                  |               |               |               |               |             |             |             |             | 0        | 0      | 0           | 0          |
| E. Garnås         | 0           | 0           | 0           | 0           | 0                  | 0                  | 0                  | 0                  |               |               |               |               |             |             |             |             | 0        | 0      | 0           | 0          |
| S. Hagerup        | 0           | -0          | 0           | 0           | 0                  | -0                 | 0                  | 0                  |               |               |               |               |             |             |             |             | 0        | 0      | 0           | 0          |
| H. Henriksen      | 0           | 0           | 0           | 0           | 0                  | 0                  | 0                  | 0                  |               |               |               |               |             |             |             |             | 0        | 0      | 0           | 0          |
| T. Jørstad        | 0           | 0           | 0           | 0           | 0                  | 0                  | 0                  | 0                  |               |               |               |               |             |             |             |             | 0        | 0      | 0           | 0          |
| M. Kaland         | 0           | 0           | 0           | 0           | 0                  | 0                  | 0                  | 0                  |               |               |               |               |             |             |             |             | 0        | 0      | 0           | 0          |
| E. Kitolano       | 0           | 0           | 0           | 0           | 0                  | 0                  | 0                  | 0                  |               |               |               |               |             |             |             |             | 0        | 0      | 0           | 0          |
| H. Kristiansen    | 0           | 0           | 0           | 0           | 0                  | 0                  | 0                  | 0                  |               |               |               |               |             |             |             |             | 0        | 0      | 0           | 0          |
| W. Kurtović       | 0           | 0           | 0           | 0           | 0                  | 0                  | 0                  | 0                  |               |               |               |               |             |             |             |             | 0        | 0      | 0           | 0          |
| O. Langås         | 0           | 0           | 0           | 0           | 0                  | 0                  | 0                  | 0                  |               |               |               |               |             |             |             |             | 0        | 0      | 0           | 0          |
| O. Nesset         | 0           | 0           | 0           | 0           | 0                  | 0                  | 0                  | 0                  |               |               |               |               |             |             |             |             | 0        | 0      | 0           | 0          |
| K. Normann Hansen | 0           | 0           | 0           | 0           | 0                  | 0                  | 0                  | 0                  |               |               |               |               |             |             |             |             | 0        | 0      | 0           | 0          |
| S. Remme Berge    | 0           | 0           | 0           | 0           | -                  | -                  | -                  | -                  |               |               |               |               |             |             |             |             | 0        | 0      | 0           | 0          |
| K. Rognerud       | 0           | 0           | 0           | 0           | 0                  | 0                  | 0                  | 0                  |               |               |               |               |             |             |             |             | 0        | 0      | 0           | 0          |
| L. Salvesen       | 0           | 0           | 0           | 0           | -                  | -                  | -                  | -                  |               |               |               |               |             |             |             |             | 0        | 0      | 0           | 0          |
| N. Sandberg       | 0           | 0           | 0           | 0           | 0                  | 0                  | 0                  | 0                  |               |               |               |               |             |             |             |             | 0        | 0      | 0           | 0          |
| N. Solberg        | 0           | 0           | 0           | 0           | 0                  | 0                  | 0                  | 0                  |               |               |               |               |             |             |             |             | 0        | 0      | 0           | 0          |
| M. Sundli         | 0           | 0           | 0           | 0           | 0                  | 0                  | 0                  | 0                  |               |               |               |               |             |             |             |             | 0        | 0      | 0           | 0          |
| M. Torp           | 0           | 0           | 0           | 0           | 0                  | 0                  | 0                  | 0                  |               |               |               |               |             |             |             |             | 0        | 0      | 0           | 0          |
| M. Trøen          | 0           | 0           | 0           | 0           | -                  | -                  | -                  | -                  |               |               |               |               |             |             |             |             | 0        | 0      | 0           | 0          |
| E. Troudart       | 0           | 0           | 0           | 0           | 0                  | 0                  | 0                  | 0                  |               |               |               |               |             |             |             |             | 0        | 0      | 0           | 0          |
| A. Vangen         | 0           | -0          | 0           | 0           | 0                  | -0                 | 0                  | 0                  |               |               |               |               |             |             |             |             | 0        | 0      | 0           | 0          |
| N. Walstad        | 0           | 0           | 0           | 0           | 0                  | 0                  | 0                  | 0                  |               |               |               |               |             |             |             |             | 0        | 0      | 0           | 0          |